# Municipio de Vang
El municipio de Vang (en inglés: Vang Township) es un municipio ubicado en el condado de Ward en el estado estadounidense de Dakota del Norte. En el año 2010 tenía una población de 40 habitantes y una densidad poblacional de 0,43 personas por km².

## Geografía
El municipio de Vang se encuentra ubicado en las coordenadas 48°3′31″N 101°36′35″O / 48.05861, -101.60972. Según la Oficina del Censo de los Estados Unidos, el municipio tiene una superficie total de 93.08 km², de la cual 88,78 km² corresponden a tierra firme y (4,62 %) 4,3 km² es agua.

## Demografía
Según el censo de 2010, había 40 personas residiendo en el municipio de Vang. La densidad de población era de 0,43 hab./km². De los 40 habitantes, el municipio de Vang estaba compuesto por el 100 % blancos. Del total de la población el 0 % eran hispanos o latinos de cualquier raza.